# Keilstein (Berg)
Der Keilstein ist ein 450 Meter hoher Berg  auf dem Gebiet der Stadt Regensburg.
Zwischen den Orten Schwabelweis und Keilberg liegt der Keilstein in der Gemarkung Schwabelweis. Er befindet sich am südöstlichen Rand des Malm des Fränkischen Juras und liegt im Naturschutzgebiet Am Keilstein.